# François Pouppez de Kettenis de Hollaeken

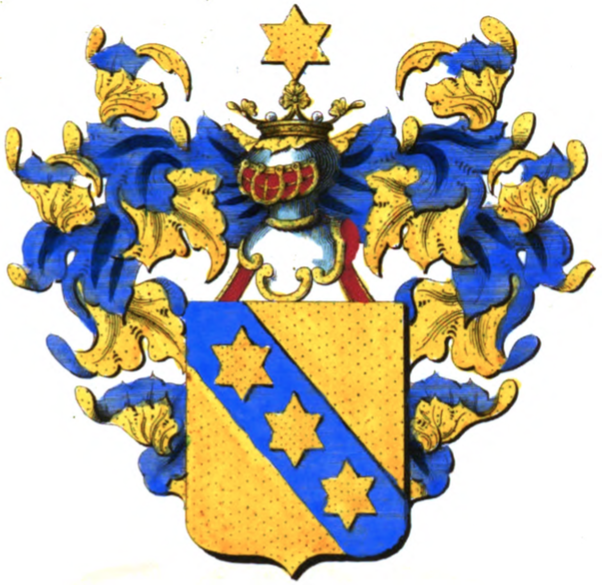
Wapen van de familie Pouppez de Kettenis de Hollaeken

François Joseph Pouppez de Kettenis (Hannuit, 24 maart 1794 - Leuven, 3 juni 1856) was een Zuid-Nederlands edelman en directeur van het Belgisch Bestuur van Registratie en Domeinen.

## Geschiedenis
In 1749 werd Nicolas-Joseph Pouppez (1706-1779) in de erfelijke adel opgenomen, door zijn benoeming als lid van de Grote Raad van Mechelen. Hij was getrouwd met barones Louise de Juliers Schollaert Kettenis (†1767), vrouwe van Hollaeken.
Ze hadden een zoon, Jean Louis Joseph Pouppez (Mechelen, 1752 - Muizen, 1817), die promoveerde tot licentiaat in beide rechten aan de Universiteit Leuven. Hij werd in 1788 raadsheer bij de Grote Raad van Mechelen. Tijdens de revolutiejaren was hij in Wenen raadgever van de keizers van Oostenrijk en in 1815 zat hij Mechelen de vergadering van notabelen voor die de nieuwe grondwet moesten goedkeuren. Hij bleef vrijgezel.

## Levensloop
- François Joseph Pouppez was de kleinzoon van Nicolas Joseph Pouppez (zie hierboven) en een zoon van Félix Pouppez, broer van de hierboven gemelde Jean-Louis, en van Marie-Lambertine Marchot de Tombeecken. Hij werd directeur van Registratie en Domeinen. In 1827, onder het Verenigd Koninkrijk der Nederlanden, werd hij erkend in de erfelijke adel onder de naam Pouppez de Kettenis en in 1840 kreeg hij vergunning om de Hollaeken aan de familienaam toe te voegen. Hij trouwde in 1817 met Marie-Françoise de Richterich (1787-1855) en ze hadden vier kinderen.
  - Alexandre Pouppez de Kettenich de Hollaeken (1824-1863) trouwde in 1849 met Eugénie Diercxssens (1825-1893). Ze kregen zeven kinderen.
    - Octave Pouppez de Kettenis de Hollaeken (1852-1891) werd substituut van de procureur des Konings in Mechelen. Hij trouwde met Elisabeth Bergmann (1859-1957) en ze hadden drie zoons.
      - Antoine Pouppez de Kettenis de Hollaeken (1880-1949) werd raadsheer bij het hof van beroep in Brussel. Hij trouwde met Maggie de Streel (1892-1990). Ze hadden vier kinderen, met afstammelingen tot heden.
      - Léon Pouppez de Kettenis de Hollaeken (1883-1964) werd raadsheer bij de Mijnraad en assessor bij de Raad van State. Hij trouwde in 1914 met Irène Prisse (1886-1925) en in tweede huwelijk in 1943 met Ghislaine Rooman d'Ertbuer (1897- ). Uit het eerste huwelijk had hij drie kinderen.
        - Guy Pouppez de Kettenis de Hollaeken (1915-1993) trouwde met Maryse Cordeiro (1919- ) en ze hadden een enige dochter. Na echtscheiding trouwde hij nog tweemaal.
          - Michèle Pouppez de Kettenis de Hollaeken Dryepondt (°1941) trouwde in 1963 met Charles-Ferdinand Nothomb (°1936).

    - Maurice Pouppez de Kettenis de Hollaeken (1888-1974) trouwde met Geneviève Poot-Baudier (1887-1964). Ze kregen vier kinderen, met afstammelingen tot heden.